# Бейда (археологический памятник)
Бейда (араб. البيضا‎), также известная как Байда, — крупный неолитический археологический объект в нескольких километрах к северу от Петры, недалеко от Сик-эль-Барида в Иордании. Он является частью древнего города, объекта Всемирного наследия ЮНЕСКО.
Он был впервые раскопан британским археологом Дианой Киркбрайд в 1957 году, а затем исследован археологом Брайаном Бердом. В ходе работ были выделены три периода человеческого присутствия: натуфийский период в XI тысячелетии до нашей эры, докерамический неолит B (PPNB) с каменными строениями VII тысячелетия до нашей эры и набатейский период, датируемый II или I веком до нашей эры.
Натуфийская Бейда характеризуется как сезонная стоянка, неоднократно занимаемая в течение длительного периода времени. Данные, полученные в результате исследования каменных орудий, а также расположения очагов и зон обжига, свидетельствуют о том, что жившие в Бейде занимались преимущественно охотой. Этот вывод подтверждало отсутствие в этом периоде постоянных построек, хранилищ, погребений и крупных каменных орудий.
Неолитическое поселение в Бейде считается одной из самых ранних деревень с населением, датируемым 7200—6500 годами до нашей эры. На самых ранних этапах докерамического неолита B численность населения оценивалась в пределах от 50 до 115 человек. Эти сельские жители использовали каменную кладку и возвели стену вокруг поселения с круглыми домами и подземными этажами. Обитатели Бейды выращивали ячмень и пшеницу двузернянку (в раннем состоянии одомашнивания), пасли коз и охотились на различных диких животных, таких как козероги, а также собирали дикие растения, фрукты и орехи. Захоронения были обнаружены в районе поселения, которое, как полагают, использовалось в ритуальных целях. Согласно археологическим данным оно было разрушено огнём около 6650 года до н. э., а затем восстановлено: появились прямоугольные надземные строения и специализированные мастерские. На пике его расцвета население составляло, по оценкам, от 125 до 235 человек. Около 6500 г. до н. э. деревня была оставлена вновь, по неизвестным причинам. Многие из найденных материалов в Бейде происходили из дальних мест, включая обсидиан из Анатолии и перламутр из Красного моря. Переход к прямоугольным зданиям свидетельствует о важном развитии человеческого общества, которое, возможно, способствовало развитию городов. В некотором отдалении, к востоку от центра поселения, располагалось некое сооружение, датируемое тем же периодом. Было выдвинуто предположение, что оно могло использоваться в качестве храма: планировка строения напоминает храм, но нет никаких признаков присутствия каких-либо «высеченных изображений». 
Было найдено также множество свидетельств существования крупного набатейского поселения в этом районе, включая строительства ряда стен вокруг сельскохозяйственных террас.
В 2010 году Иорданский департамент древностей, Управление по развитию и туризму региона Петра, проект USAID/Jordan Tourism Development Project и Совет по британским исследованиям в Леванте объявили о создании проекта по защите и продвижению Бейды.